# Basketball-Bundesliga 2006-2007
La Basketball-Bundesliga 2006-2007 è stata la 41ª edizione del massimo campionato tedesco di pallacanestro maschile. La vittoria finale è stata ad appannaggio del Brose Bamberg.

## Stagione regolare
|     | Squadra                          | G  | V  | P  | PF    | PS    | Pt. | Qualificazione                         |
| --- | -------------------------------- | -- | -- | -- | ----- | ----- | --- | -------------------------------------- |
| 1.  | Alba Berlin                      | 34 | 28 | 6  | 2.735 | 2.481 | 56  | playoffs                               |
| 2.  | EnBW Ludwigsburg                 | 34 | 25 | 9  | 2.862 | 2.564 | 50  | playoffs                               |
| 3.  | Brose Bamberg                    | 34 | 24 | 10 | 2.520 | 2.564 | 48  | playoffs                               |
| 4.  | Eisbären Bremerhaven             | 34 | 23 | 11 | 2.659 | 2.381 | 46  | playoffs                               |
| 5.  | RheinEnergie Köln                | 34 | 22 | 12 | 2.517 | 2.402 | 44  | playoffs                               |
| 6.  | Telekom Baskets Bonn             | 34 | 21 | 13 | 2.479 | 2.437 | 42  | playoffs                               |
| 7.  | Bayer Giants Leverkusen          | 34 | 19 | 15 | 2.814 | 2.683 | 38  | playoffs                               |
| 8.  | Artland Dragons Quakenbrück      | 34 | 19 | 15 | 2.573 | 2.557 | 38  | playoffs                               |
| 9.  | EWE Baskets Oldenburg            | 34 | 18 | 16 | 2.659 | 2.539 | 36  |                                        |
| 10. | Walter Tigers Tübingen           | 34 | 17 | 17 | 2.493 | 2.521 | 34  |                                        |
| 11. | Paderborn Baskets                | 34 | 16 | 18 | 2.554 | 2.479 | 32  |                                        |
| 12. | Ratiopharm Ulm                   | 34 | 16 | 18 | 2.751 | 2.770 | 32  |                                        |
| 13. | Skyliners Frankfurt              | 34 | 15 | 19 | 2.418 | 2.589 | 30  |                                        |
| 14. | New Yorker Phantoms Braunschweig | 34 | 13 | 21 | 2.460 | 2.634 | 26  |                                        |
| 15. | TBB Trier                        | 34 | 11 | 23 | 2.625 | 2.718 | 22  |                                        |
| 16. | Gießen 46ers                     | 34 | 11 | 23 | 2.329 | 2.546 | 22  |                                        |
| 17. | Sellbytel Baskets Nürnberg       | 34 | 5  | 29 | 2.373 | 2.822 | 10  | retrocesse in 2. Basketball-Bundesliga |
| 18. | BG Karlsruhe                     | 34 | 3  | 31 | 2.410 | 2.868 | 6   | retrocesse in 2. Basketball-Bundesliga |

## Playoff
|  | Quarti di finale | Quarti di finale | Quarti di finale |          |                   | Semifinali      | Semifinali | Semifinali |  |  | Finali | Finali          | Finali |
|  |                  |                  |                  |          |                   |                 |            |            |  |  |        |                 |        |
|  | 1.               | Alba Berlino     | 0                |          |                   |                 |            |            |  |  |        |                 |        |
|  | 8.               | Artland Dragons  | 3                |          |                   |                 |            |            |  |  |        |                 |        |
|  | 8.               | Artland Dragons  | 3                |          | 8.                | Artland Dragons | 3          |            |  |  |        |                 |        |
|  |                  |                  |                  |          | 8.                | Artland Dragons | 3          |            |  |  |        |                 |        |
|  |                  | 5.               | Cologne 99ers    | 2        |                   |                 |            |            |  |  |        |                 |        |
|  | 4.               | 5.               | Cologne 99ers    | 2        | Eisb. Bremerhaven | 2               |            |            |  |  |        |                 |        |
|  | 4.               |                  |                  |          | Eisb. Bremerhaven | 2               |            |            |  |  |        |                 |        |
|  | 5.               | Cologne 99ers    | 3                |          |                   |                 |            |            |  |  |        |                 |        |
|  |                  |                  |                  |          |                   |                 |            |            |  |  | 8.     | Artland Dragons | 1      |
|  |                  |                  | 3.               | Bamberga | 3                 |                 |            |            |  |  |        |                 |        |
|  | 2.               | BSG Ludwigsburg  | 3                |          |                   |                 |            |            |  |  |        |                 |        |
|  | 7.               | Bayer Leverkusen | 1                |          |                   |                 |            |            |  |  |        |                 |        |
|  | 7.               | Bayer Leverkusen | 1                |          | 2.                | BSG Ludwigsburg | 1          |            |  |  |        |                 |        |
|  |                  |                  |                  |          | 2.                | BSG Ludwigsburg | 1          |            |  |  |        |                 |        |
|  |                  | 3.               | Bamberga         | 3        |                   |                 |            |            |  |  |        |                 |        |
|  | 3.               | 3.               | Bamberga         | 3        | Bamberga          | 3               |            |            |  |  |        |                 |        |
|  | 3.               |                  |                  |          | Bamberga          | 3               |            |            |  |  |        |                 |        |
|  | 6.               | Telekom Bonn     | 2                |          |                   |                 |            |            |  |  |        |                 |        |

| Basketball-Bundesliga 2006-2007 |
| ------------------------------- |
| Brose Bamberg 2º titolo         |

## Formazione vincitrice
| N° | Naz.                   | Ruolo | Sportivo          |  | Alt. |  |
| -- | ---------------------- | ----- | ----------------- |  | ---- |  |
| 6  | Germania (bandiera)    | P     | Steffen Hamann    |  | 191  |  |
| 8  | Stati Uniti (bandiera) | P     | Sean Dockery      |  | 188  |  |
| 10 | Stati Uniti (bandiera) | C     | Darren Fenn       |  | 208  |  |
| 11 | Germania (bandiera)    | A     | Ivan Pavic        |  | 201  |  |
| 12 | Germania (bandiera)    | G     | Robert Garrett    |  | 194  |  |
| 14 | Germania (bandiera)    | AC    | Tim Ohlbrecht     |  | 211  |  |
| 22 | Stati Uniti (bandiera) | AP    | Vincent Yarbrough |  | 201  |  |
| 23 | Stati Uniti (bandiera) | GA    | Casey Jacobsen    |  | 198  |  |
| 31 | Stati Uniti (bandiera) | G     | Tim Begley        |  | 198  |  |
| 44 | Stati Uniti (bandiera) | C     | K'Zell Wesson     |  | 202  |  |
|    | Stati Uniti (bandiera) | C     | Chris Ensminger   |  | 209  |  |
|    | Germania (bandiera)    | All.  | Dirk Bauermann    |  |      |  |

## Premi e riconoscimenti
- MVP regular season:  Jerry Green, EnBW Ludwigsburg
- MVP finals:  Casey Jacobsen, Brose Bamberg
- Allenatore dell'anno:  Silvano Poropat, EnBW Ludwigsburg
- Attaccante dell'anno:  Casey Jacobsen, Brose Bamberg
- Difensore dell'anno:  Immanuel McElroy, RheinEnergie Köln
- Giocatore più migliorato:  Je'Kel Foster, EnBW Ludwigsburg
- Giocatore più popolare:  Darius Hall, Artland Dragons
- Rookie dell'anno:  Nicolai Simon, ALBA Berlin
- All-BBL First Team:
  - G  Jerry Green, EnBW Ludwigsburg
  - G  Julius Jenkins, ALBA Berlin
  - F  Casey Jacobsen, Brose Bamberg
  - F  Jeff Gibbs, ratiopharm Ulm
  - C  Sharrod Ford, ALBA Berlin
- All-BBL Second Team:
  - G  Demond Mallet, RheinEnergie Köln
  - G  Immanuel McElroy, RheinEnergie Köln
  - F  Adam Hess, Artland Dragons
  - F  Chris Owens, ALBA Berlin
  - C  Darren Fenn, Brose Bamberg